# Annette Lemieux
Pour les articles homonymes, voir Lemieux.
Annette Rose Lemieux, née le 11 octobre 1957 à Norfolk, Virginie, est une artiste américaine qui a émergé au début des années 1980 avec les artistes post-conceptuels de la théorie de l'image (David Salle, Jack Goldstein, Cindy Sherman, Barbara Kruger, Richard Prince). 

## Biographie
Annette Rose Lemieux est née à Norfolk, en Virginie. Son père Joseph était dans les Marines, et la famille vivait dans une maison près de la base militaire. Lorsque son père est appelé à l'étranger, sa mère, Margaret, déménage avec leurs deux filles, Annette et Suzette, dans sa ville natale de Torrington, au Connecticut. En 1980, elle obtient son diplôme en beaux-arts, section peinture, à la Hartford Art School University à Hartford, au Connecticut. Elle s'installe à New York. Elle devient l’assistante de David Salle. Les conflits armés récents ou passés, les luttes imposées à l'individu sont les thèmes récurrents de ses œuvres.
Elle dirige la chaire d'études visuelles et environnementales à l'Université Harvard.

## Œuvre
Dans des œuvres anciennes comme It's a Wonderful Life en 1986 (du nom du film de Frank Capra de 1946), Annette Lemieux incorpore de multiples formes de médias populaires pour créer un récit sous forme de doute de soi, de vulnérabilité personnelle et de conscience des histoires politiques, religieuses et économiques absurdes. Influencée par l'héritage de Robert Rauschenberg et John Cage, elle s'emploie à essayer d'effacer la frontière entre art et vie. Annette Lemieux nie les bienfaits d'un style signature ou d'une conformité de marque de l'artiste, elle fait ainsi souvent référence à ses spectacles qui ressemblent davantage à des expositions collectives qu'à celles d'un seul artiste. 
Ses œuvres sont directement issues d'un répertoire d'objets usuels, d'images tirées de films et de livres contenant des reproductions de photographies historiques des années quarante et cinquante, qu'elle appelle paysages. Dans sa critique de la rétrospective Annette Lemieux The Strange Life of Objects au Krannert Art Museum (2010), Elizabeth Michelman explique que, « abordant son matériau chargé de contenu de façon systématique, et non sentimentale, Annette Lemieux place les objets et les images dans des situations hautement structurées et inoubliables. Que ces objets soient en deux ou trois dimensions, elle s'approprie et recontextualise avec esprit des meubles, des textes et des photographies sauvés de l'histoire, de la culture populaire et de souvenirs personnels.».
En 2012, Annette Lemieux présente Unfinished Business au Carpenter Center de l'Université Harvard.

## Collections
Les œuvres d'Annette Lemieux font partie des collections permanentes de nombreuses institutions nationales et internationales : 
- Museum of Modern Art de New York
- Metropolitan Museum of Art de New York
- Whitney Museum of American Art, New York
- Solomon R. Guggenheim Museum, New York
- Hirshhorn Museum, Washington
- Walker Art Center, Minneapolis
- Yale University Art Gallery, New Haven
- Fogg Art Museum
- Harvard University
- Worcester Art Museum, Worcester
- Museum of Fine Arts Boston, Boston
- Art Institute of Chicago, Chicago

## Prix et récompenses
- Annette Lemieux a reçu des prix et des bourses du National Endowment for the Arts, du Kaiser Wilhelm Museum, du Musée des Beaux-Arts de Boston.
- En 2009, elle a reçu un doctorat honorifique en beaux-arts du Montserrat College of Art.